# 菖蒲田清孝
菖蒲田 清孝（しょうぶだ きよたか、1959年4月11日 - ）は、日本の自動車技術者・実業家。マツダ株式会社代表取締役会長。

## 経歴
- 1982年 - 東洋工業（現在のマツダ）入社
- 2003年 - 車両技術部長
- 2003年 - 防府工場副工場長
- 2008年 - オートアライアンス(タイランド)CO., Ltd. 社長
- 2010年 - 執行役員 技術本部長
- 2011年 - 執行役員 生産担当、技術本部長、コスト革新担当補佐
- 2013年 - 常務執行役員 グローバル生産・グローバル物流担当、技術本部長
- 2015年 - 常務執行役員 グローバル生産・グローバル物流・グローバル商品品質・ブランド品質担当
- 2016年 - 専務執行役員 品質・ブランド推進・生産・物流統括
- 2016年 - 取締役 専務執行役員 品質・ブランド推進・生産・物流統括
- 2017年 - 取締役 専務執行役員 品質・ブランド推進・購買・生産・物流統括
- 2021年 - 代表取締役会長